# Dadoo
Mamadou Diouma Daniel Camara, conocido artísticamente como Dadoo  (1974 en Marsella, Bocas del Ródano) es un cantante francés de rap.
Debutó en 1992 en el mundo musical con el grupo KDD. Tres años después abandonaría la banda para iniciar su carrera en solitario.

## Discografía
- 1996: Opte Pour Le K (con KDD)
- 1998: Résurrection (con KDD)
- 2000: Une Couleur De Plus Au Drapeau (con KDD)
- 2003: France History X